# Кишомару Уешиба
Кишомару Уешиба (植芝 吉祥丸; 27. јуни 1921 - 4. јануара 1999) је био јапански мајстор борилачких вештина и син оснивача аикида, Морихеја Уешибе. Био је други дошу (1959—1999) аикида у свету.

## Биографија
Кишомару Уешиба је рођен 27. јуна 1921. гоидне у Ајабеу, Јапан.  Био је треће од четворо деце Морихеја Уешибе и Хацу Уешибе. Почео је вежбати аикидо око 1937. године.
Године 1942. године када се Морихеј Уешиба повлачи у Ивама Доџо, Кишомару као студент постаје шеф Кобукан доџоа у Токију. Спасио је доџо од бомбардовања неколико пута током Другог светског рата. Моритеру Уешиба је у једном интервјуу рекао да у том периоду: "У Хомбу доџоу још није било много активности. За време када је мој отац (Кишомару Уешиба) био заправо у Ивами... Од 1949. године је око седам година радио у једној компанији, јер није имао другог избора. Чак и ако сте имали доџо, нисте могли зарађивати за живот, ако нико није долазио на обуку, што је углавном био случај током рата. Из тог разлога, радио је обичан посао током дана и подучавао је аикидо само ујутро и навечер".
Почевши од 1948. године Кишомару Уешиба је нагледао развој Аикикаи Хомбу Доџо (тј. рушенје Кобукан доџоа 1967. године како би се изградило главно аикикаи седиште). 
Након смрти Морихеја Уешиба 1969. године, Кишомару Уешиба је преузео титулу Дошуа. Године 1998. му се погоршало здравље због чега је био чешће присутан у болници. Кишомару Уешиба је умро 4. јануара 1999. године у болници у Токију. Пошто је његов отац био први дошу, његов син Моритеру Уешиба је постао трећи дошу, настављајући тако ијетомо систем наслеђивања. 